# Menophra lederi
Menophra lederi là một loài bướm đêm trong họ Geometridae.